# Mark Kaleinikovas
Mark Kaleinikovas (* 31. Dezember 1998 in Kaunas) ist ein litauischer Eishockeyspieler, der seit 2017 bei KRS Junior in der Molodjoschnaja Chokkeinaja Liga unter Vertrag steht.

## Spielerkarriere
Emilijus Krakauskas begann seine Karriere als Eishockeyspieler bei Kaunas Baltu Ainiai in seiner Geburtsstadt. 2014/15 spielte er in der Nachwuchsabteilung des russischen KHL-Klubs Salawat Julajew Ufa, für den er in der russischen U17-Liga aktiv war. Anschließend kehrte er in das Baltikum zurück, wo er beim HK Liepāja überwiegend in der lettischen Eishockeyliga, aber auch im Juniorenbereich und in der zweiten lettischen Liga eingesetzt wurde. 2016 gewann er mit dem Klub die lettische Meisterschaft sowohl bei den Herren, als bei den U18-Junioren. In der lettischen U18-Liga wurde er im selben Jahr Torschützenkönig. 2017 wurde er in das All-Star-Team der lettischen Eishockeyliga berufen. 2017 wechselte er nach Peking, wo er bei KRS Junior, dem Nachwuchsteam des Kunlun Red Star in der russisch dominierten Nachwuchsliga Molodjoschnaja Chokkeinaja Liga spielt.

### International
Im Juniorenbereich stand Krakauskas für Litauen bei den U18-Weltmeisterschaften 2015 in der Division I und 2016 in der Division II sowie den U20-Weltmeisterschaften 2016 und 2017 jeweils in der Division II und 2018, als er zum besten Spieler seiner Mannschaft gewählt wurde, in der Division I auf dem Eis.
Sein Debüt in der Herren-Nationalmannschaft gab er bei der Weltmeisterschaft 2017 in der Division I, in der er auch 2018 spielte. Zudem vertrat er seine Farben beim Baltic-Cup 2016.

## Erfolge und Auszeichnungen
- 2016 Lettischer Meister mit dem HK Liepāja
- 2016 Lettischer U18-Meister mit dem HK Liepāja
- 2016 Torschützenkönig der lettischen U18-Liga
- 2017 All-Star-Team der lettischen Eishockeyliga

### International
- 2017 Aufstieg in die Division I, Gruppe B, bei der U20-Weltmeisterschaft der Division II, Gruppe A
- 2018 Aufstieg in die Division I, Gruppe A, bei der Weltmeisterschaft der Division I, Gruppe B